# Chelarctus cultrifer
Chelarctus cultrifer е вид десетоного от семейство Scyllaridae. Видът не е застрашен от изчезване.

## Разпространение и местообитание
Разпространен е в Индонезия (Малуку), Кения, Китай (Хайнан), Мадагаскар, Мозамбик, Провинции в КНР, САЩ (Хавайски острови), Сейшели (Алдабра), Сомалия, Тайван, Танзания, Филипини и Япония (Кюшу, Рюкю, Хоншу и Шикоку).
Среща се на дълбочина от 60 до 250 m, при температура на водата от 12,7 до 15,3 °C и соленост 34,5 – 34,6 ‰.